# Comuna Selîșce, Korsun-Șevcenkivskîi
Selîșce (în ucraineană Селище) este o comună în raionul Korsun-Șevcenkivskîi, regiunea Cerkasî, Ucraina, formată din satele Huta-Selîțka, Selîșce (reședința) și Tarașcea.

## Demografie
Componența lingvistică a comunei Selîșce
     Ucraineană (98,32%)
     Rusă (1,5%)
     Alte limbi (0,18%)
Conform recensământului din 2001, majoritatea populației comunei Selîșce era vorbitoare de ucraineană (98,32%), existând în minoritate și vorbitori de rusă (1,5%).